# 科林·坎贝尔 (曲棍球运动员)
科林·坎贝尔（英語：Colin Campbell，1887年11月4日—1955年8月25日），英国男子曲棍球运动员。他曾代表英国国家队参加1920年夏季奥林匹克运动会曲棍球比赛，获得一枚金牌。他于1955年去世，享年67岁。